# Saboeiro
Saboeiro é um município brasileiro do estado do Ceará, localiza-se na microrregião do Sertão de Inhamuns, Mesorregião dos Sertões Cearenses.
Sua população, conforme estimativas do IBGE de 2021, era de 15 757 habitantes.

## Etimologia
Saboeiro significa vendedor de sabão. A denominação original do município era Santa Cruz de Caracará, depois Caracará', Carcará e, desde 1859, Saboeiro.

## História

### Origem:
A origem da cidade de Saboeiro remota do inicio do século XVIII, com a as doações das primeiras sesmarias — áreas de terras doadas segundo a tradição portuguesa, fornecem um quadro parcial da descoberta e colonização da área —. Segundo registros, a primeira sesmaria nos Inhamuns foi doada em 1707 e a ultima em 1821, dois anos antes deste sistema de doação de terra ser inutilizado.
Os primeiros habitantes, com base em registros, foram identificados como sendo Domingos Rodrigues e seu companheiro Ventura Rodrigues de Souza. No ano de 1721, o Capitão-mor Salvador Alves da Silva, atendendo ao que lhe requerido Lourenço Alves Feitosa, concedeu-lhe uma légua de terra, o Sitio Santa Cruz (Carcará), abaixo dos Camaleões (primitiva designação da atual cidade de Saboeiro advinda por conta de uns bancos de areia formados pelo Rio Jaguaribe à semelhança do dorso do réptil chamado “Camaleão”). Estas terras foram concedidas na data de 19 de agosto de 1721 (“Datas”, vol. 6, nº488). O Sitio Santa Cruz, ou Cruz, como era descrito nos registros, deu origem à Povoação da Cruz, atualmente Saboeiro.
Na mesma região, viviam sete irmãos portugueses vindos do Icó, sendo eles seis mulheres e um homem: Domingos Sancho de Carvalho, Eugênia Gonçalves de Carvalho, Agostinha da Silva Carvalho, Anacleta da Silva Carvalho, Antônia Franca de Carvalho, Susana da Silva Carvalho e Altamira da Silva Carvalho.
Antônia se casou com o português José de Oliveira Bastos e foi morar na fazenda Santa Cruz, mais tarde conhecida como Carcará (ou Caracará). Dessa união, surgiram os Feitosas Carcarás, uma família tradicionalmente conhecida na Província.
Outros moradores chegaram de diferentes regiões e formaram o próspero Arraial de Santa Cruz do Caracará, conhecido por seus costumes únicos, como a ostentação de redes penduradas em armadores de ouro nos alpendres das casas. O arraial foi elevado à categoria de Vila em 3 de fevereiro de 1823, com a instalação no Arraial de São Mateus (Jucás).
O distrito foi elevado à categoria de município em 20 de dezembro de 1938 pelo Decreto-Lei nº 448.

### Chegada da igreja católica no município
As primeiras manifestações de apoio à igreja na região datam de 1851, quando o Distrito e a Freguesia foram transferidos de São Mateus para Saboeiro.
Posteriormente, em 24 de dezembro de 1856, o Dr. Manuel Fernandes Vieira e seu pai, Francisco Fernandes Vieira (Visconde de Icó), solicitaram autorização para construir uma capela no povoado, dedicada ao Santíssimo Sacramento. O Bispo de Pernambuco aprovou o pedido em 4 de janeiro de 1857, e a pedra fundamental foi lançada em 9 de janeiro de 1857 pelo padre Luiz do Rego Lima, substituindo o templo anterior que já não atendia às necessidades dos fiéis. As obras foram coordenadas pelo vigário da Freguesia, Padre Diogo José de Sousa Lima.
Em 1869, com as obras da capela parcialmente concluídas, o padre responsável afastou-se, sendo substituído pelo padre Manuel Filipe dos Santos. Após sua morte em 1871, o padre Germano Antenor de Araújo assumiu, permanecendo até 1877, quando deixou a região devido à grande seca. Seu irmão, padre Manuel Lima de Araújo, ficou encarregado de reconstruir a Capela-Mor, que havia sido destruída em 1876.
Em 1886, o padre Antônio de Souza Rego, vigário de Arneiroz, assumiu temporariamente a obra, permanecendo até o final do ano. Em 1887, ele voltou e retomou as obras, que haviam sido interrompidas e parcialmente danificadas. A torre havia ruído parcialmente.
Com a ajuda de fazendeiros e moradores, foi formada uma comissão para arrecadar fundos para a conclusão das obras. No entanto, os recursos obtidos foram insuficientes, e as obras foram novamente interrompidas. A Igreja Matriz, que resultou da capela original, foi finalmente concluída no final do século XVIII.

### O clã Carcará e sua influência na região:
Na metade do século XVIII, o português Manuel da Rocha Franco sua esposa, Maria Sanches de Carvalho, e seus setes filhos, emigraram de Portugal com destino ao Brasil, mais precisamente Itamaracá.
Pelo que se tem conhecimento, a saída de Portugal da Família de Manuel se deu por conta do namoro de sua filha Agostinha Sanches de Carvalho com o alferes Antônio Domingues Alves. Porém, certo dia amanheceu no porto de Recife uma embarcação lusa, que trazia a bordo Antônio Domingues Alves, que não esquecera sua amada.
Logo que se soube da chegada do alferes, a família de Manuel tratou de liquidar seus negócios em Olinda, partindo para o Ceará, chegando na ainda pequena vila de Icó, fugindo, assim, novamente do alferes, que pretendia se casar com sua filha.
Logo com a chegada de sua família em Icó, Manuel da Rocha Franco se voltou para a criação de gado e o plantio de cereais. A família logo enriqueceu e influenciou outras famílias na região.
Manuel da Rocha Franco, após se mudar para Icó, adquiriu terras, que logo foram nomeadas como Santa Cruz (Carcará), e depois se mudou para estás terras.
A partir do casamento de seus filhos surgiu a família Carcará, principalmente do casal José de Oliveira Bastos e Antônia Franco de Carvalho, filha de Manuel da Rocha Franco e Maria Sanches de Carvalho. Deste casal descende Antônia Franco de Carvalho, esta se casou com o português João Baptista Vieira, deles descende Francisco Fernandes Vieira, Barão de Icó, depois Visconde, este foi o primeiro Barão do Ceará, título outorgado por Decreto Imperial de 25 de março de 1849 e  registrado em 07 de julho de 1849. O título de Visconde do Icó, o segundo do Ceará, foi-lhe concedido por Decreto Imperial de 14 de março de 1855 e registrado em 18 de julho de 1855. Participou também do governo provisório do Ceará. Era considerado como o detentor da maior fortuna do Ceará nos tempo do Império Brasileiro. Este, quando morreu, deixou cem léguas de terras, distribuídas em muitas fazendas por todo o Ceará. Também descende do casal o Dr. Gonçalo Batista Vieira, Barão de Aquiraz, e sobrinho e genro de Francisco Fernandes Vieira.

## Geografia

### Hidrografia e recursos hídricos
As principais fontes de água são o rio Jaguaribe, os riachos Macambira, Parelhas, Conceição, Cachoeiras, Cordas, Barra e Tipís.

### Relevo e solos
A principal elevação é a Serra do Mota.

### Vegetação
A vegetação é composta por caatinga arbustiva aberta e floresta caducifólia espinhosa.A caatinga é um tipo de ecossistema que consiste em áreas com mais de trinta graus.

### Subdivisão
O município tem seis distritos: Saboeiro (sede), Barrinha, Felipe, Flamengo, Malhada e São José.
O distrito de maior notoriedade é o de Flamengo que possui maior território e polução do município, e que devido a sua expressiva distancia da sede ganhou autonomia financeira ao longo dos anos.

### Clima
Tropical quente semiárido com pluviometria média de 687 mm com chuvas concentradas de janeiro a abril.
| Dados climatológicos para Saboeiro | Dados climatológicos para Saboeiro | Dados climatológicos para Saboeiro | Dados climatológicos para Saboeiro | Dados climatológicos para Saboeiro | Dados climatológicos para Saboeiro | Dados climatológicos para Saboeiro | Dados climatológicos para Saboeiro | Dados climatológicos para Saboeiro | Dados climatológicos para Saboeiro | Dados climatológicos para Saboeiro | Dados climatológicos para Saboeiro | Dados climatológicos para Saboeiro | Dados climatológicos para Saboeiro |
| Mês                                | Jan                                | Fev                                | Mar                                | Abr                                | Mai                                | Jun                                | Jul                                | Ago                                | Set                                | Out                                | Nov                                | Dez                                | Ano                                |
| ---------------------------------- | ---------------------------------- | ---------------------------------- | ---------------------------------- | ---------------------------------- | ---------------------------------- | ---------------------------------- | ---------------------------------- | ---------------------------------- | ---------------------------------- | ---------------------------------- | ---------------------------------- | ---------------------------------- | ---------------------------------- |
| Temperatura máxima média (°C)      | 32,3                               | 31                                 | 29,9                               | 29,5                               | 29,4                               | 29,7                               | 30,3                               | 31,6                               | 32,8                               | 33,4                               | 33,4                               | 33,1                               | 31,4                               |
| Temperatura média (°C)             | 27                                 | 26,2                               | 25,5                               | 25,2                               | 25                                 | 24,8                               | 25                                 | 25,8                               | 26,7                               | 27,3                               | 27,5                               | 27,5                               | 26,1                               |
| Temperatura mínima média (°C)      | 21,8                               | 21,5                               | 21,2                               | 21                                 | 20,6                               | 19,9                               | 19,7                               | 20                                 | 20,7                               | 21,3                               | 21,7                               | 22                                 | 21                                 |
| Precipitação (mm)                  | 84                                 | 112                                | 186                                | 139                                | 60                                 | 23                                 | 12                                 | 5                                  | 5                                  | 10                                 | 14                                 | 37                                 | 687                                |
| Fonte: Climate Data                |                                    |                                    |                                    |                                    |                                    |                                    |                                    |                                    |                                    |                                    |                                    |                                    |                                    |

## Economia
- Agricultura: algodão arbóreo e herbáceo, arroz, milho e feijão.
- Pecuária: bovinos, suínos, avícola, apicultura.

## Cultura
O principal evento cultural é festa da padroeira, Nossa Senhora da Purificação (2 de fevereiro).
Outro evento notório é a festa da colheita, uma popular festa celebrada nas comunidades da paróquia do município, que tem o objetivo de agradecer a colheita do ano corrente. O evento geralmente é marcado após a quadra chuvosa. O evento teve sua 18° edição em 2022 (21 de julho).

## Religião
Predomina a religião católica, que é responsável por grande parte das tradições e costumes locais. Existem diversas igrejas evangélicas no município, como a ADTC, AD missão, CCB, Universal, Santuário de adoração e batista,. Elas ganharam maior relevância nos últimos anos com a construção de várias igrejas pelo município, com ênfase a Assembleia de Deus tempo central (ADTC) e Congregação cristã no Brasil (CCB).

## Política
A administração municipal localiza-se na sede, Saboeiro. Atualmente o prefeito é Antonio Francisco De Lima, que tem o mandato até 2028